# Henri de Berranger
Henri de Berranger est un historien et archiviste français, né à Lussac-les-Châteaux le 2 février 1899 et mort à Nantes le 22 mai 1979.

## Biographie
Licencié ès lettres en 1917, docteur en histoire et diplômé archiviste-paléographe de l'École des chartes en 1924, Henri de Berranger est directeur des services d'archives de la Creuse de 1924 à 1929, de la Sarthe de 1929 à 1948 et de la Loire-Atlantique de 1948 à 1966.
Il est président de la Société archéologique et historique de Nantes et de Loire-Inférieure de 1969 à 1974.

## Publications
- Évocation du vieux Nantes, Paris, Les Éditions de Minuit, 1975 (réimpr. 1994), 2e éd. (1re éd. 1960), 300 p. (ISBN 2-7073-0061-6, OCLC 312748431).

- Le vieux Nantes et ses cartes postales (1971)

## Distinctions
- Officier de la Légion d'honneur (1965)
- Chevalier de l'ordre national du Mérite
- Officier de l'ordre des Palmes académiques
- Chevalier de l'ordre des Arts et des Lettres

## Sources
- Xavier du Boisrouvray, Henri de Berranger (1899-1979), Bibliothèque de l'École des chartes, 1980